# Мурадимово (Бурзянський район)
Муради́мово (рос. Мурадымово, башк. Мораҙым) — присілок у складі Бурзянського району Башкортостану, Росія. Входить до складу Байназаровської сільської ради.
Населення — 374 особи (2010; 381 в 2002).
Національний склад:
- башкири — 100%